# Комбат (ПТКР)

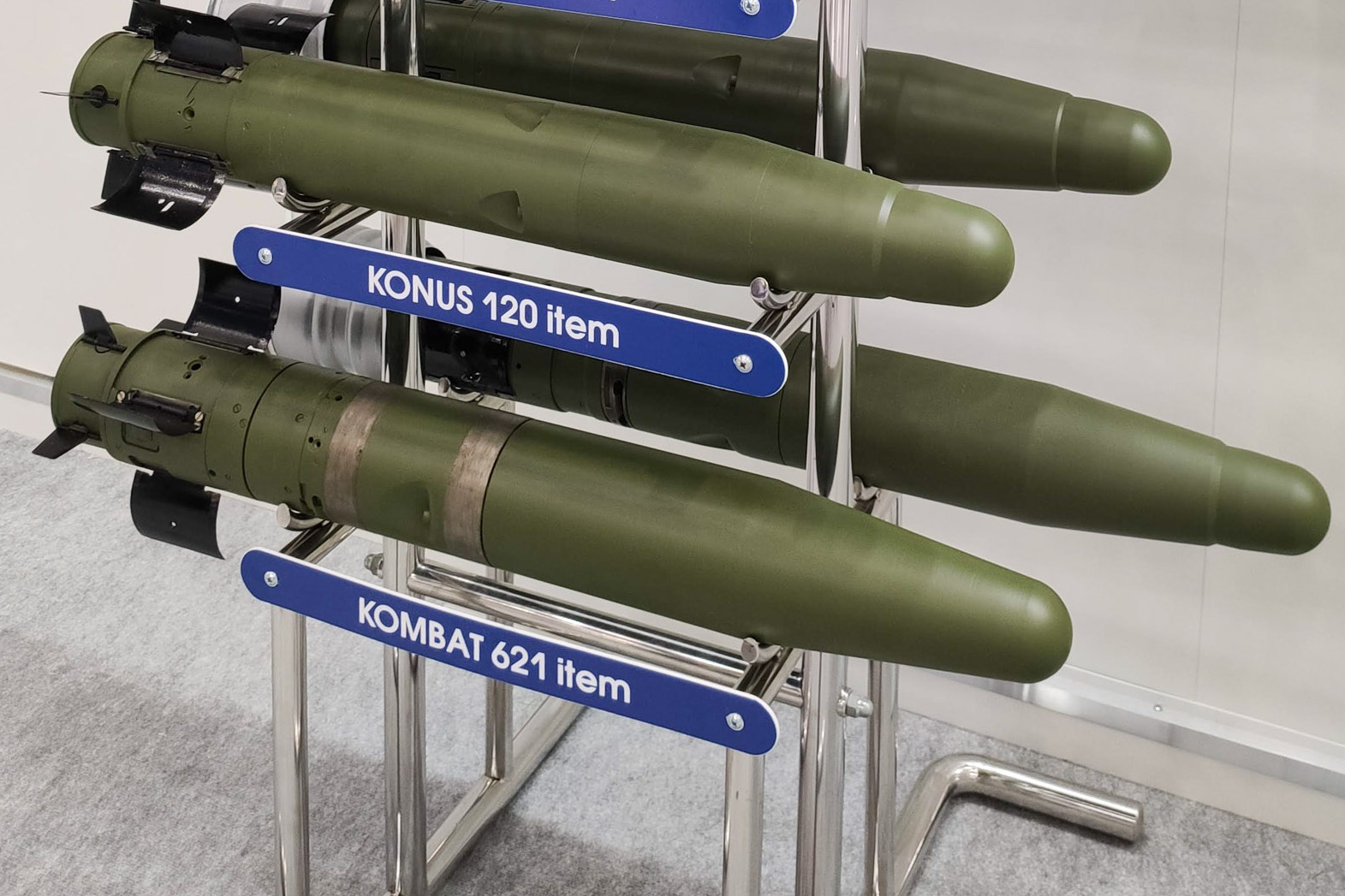
Ракети «Комбат» (знизу)

«Комбат» — українська протитанкова керована ракета. Пуск ракети здійснюється з гладкоствольної гармати калібру 125 мм (подібними гарматами озброєні сучасні модифікації танків Т-64, Т-72, Т-80, БМ «Оплот»). Розроблена на київському конструкторському бюро «Луч» і випускається київському ДАХК «Артем». Прийнята на озброєння Збройними силами України в 2006 році. 
Призначена для боротьби з танками, вертольотами, ДОТами та іншими високозахищеними наземними, надводними або низьколетючими цілями на дистанціях до 5000 метрів. 